# ورزشگاه زیمبرو
ورزشگاه زیمبرو یک ورزشگاه فوتبال است که در کیشیناو، پایتخت مولداوی قرار دارد. این ورزشگاه در سال ۲۰۰۶ گشایش یافته‌است و ظرفیت ۱۰٬۴۰۰ تماشاگر را دارد. این ورزشگاه همچنین میزبان بازی‌های خانگی تیم ملی فوتبال مولداوی است.

## نگارخانه

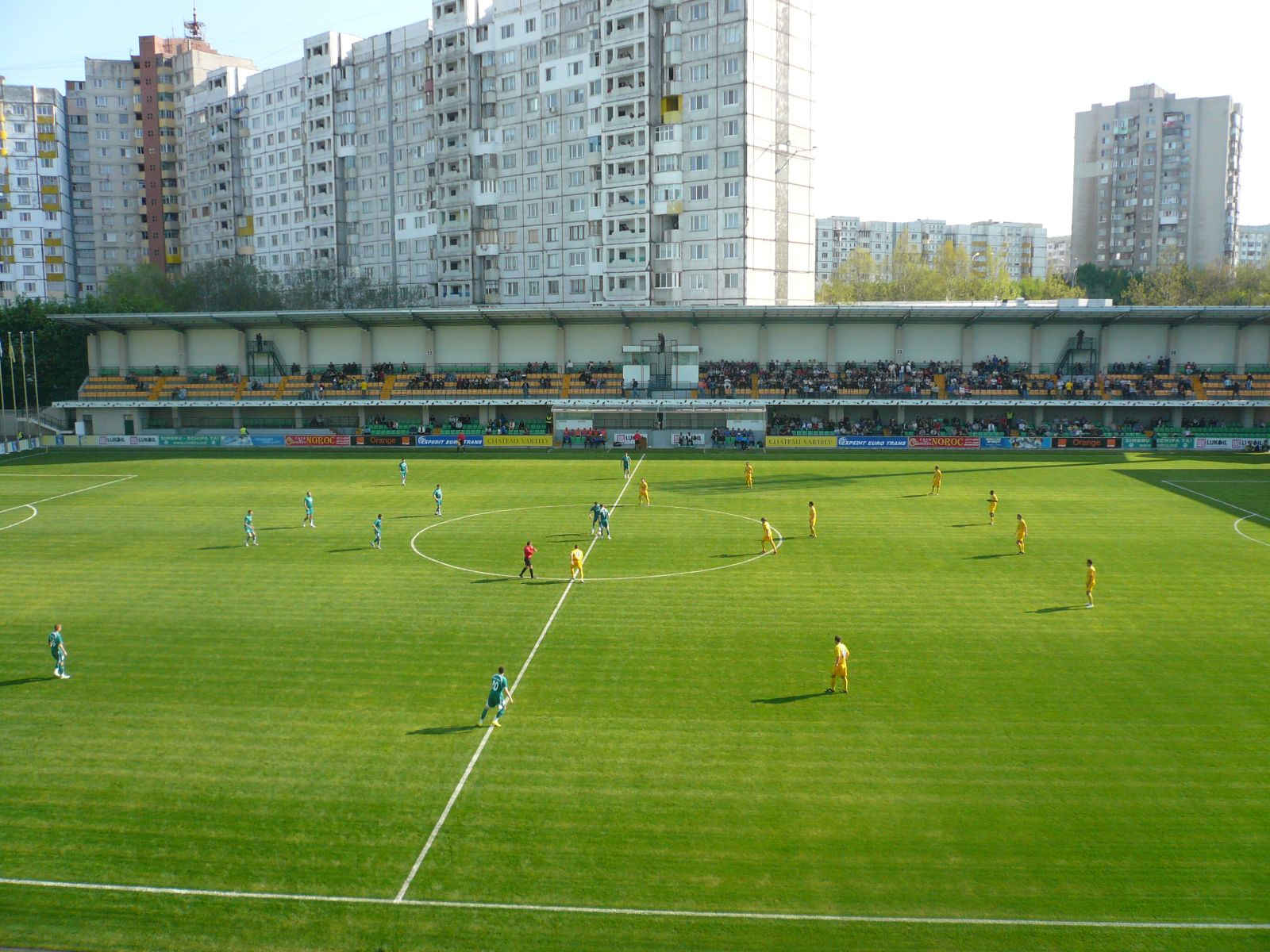
نمایی از ورزشگاه هنگام برگزاری یک مسابقهٔ فوتبال
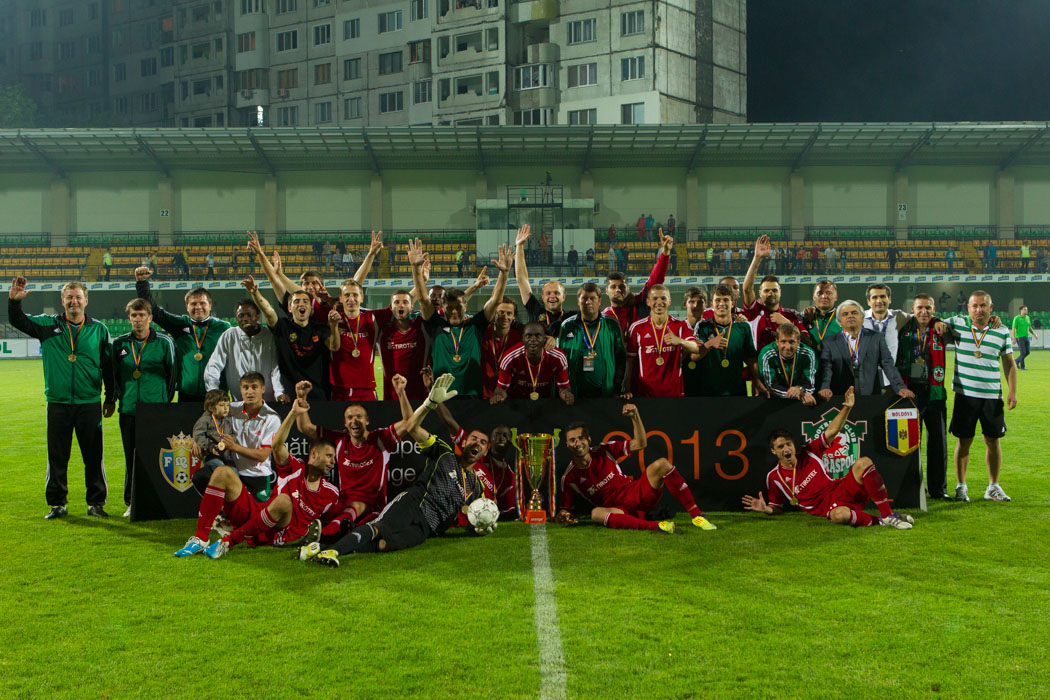
نمایی از ورزشگاه